# 郑重 (1911年)
郑重（1911年10月19日—1993年8月22日），男，江苏吴县人，中国海洋浮游生物学家，厦门大学教授。第三届全国人大代表，第五、六、七届全国政协委员。

## 生平
1911年10月19日生于江苏吴县。父亲郑春是苏州工业专门学校的英语教员。郑重在小学时就开始学习英语。1922年父亲病逝，由叔父郑桐荪（清华大学教授）资助，在东吴大学第三附属中学和清华大学生物学系学习。1934年大学毕业，留在生物学系任助教。毕业论文导师为陈桢教授。1936年考取清华大学水产学留美公费生，后因抗日战争中美航线中断，改赴英国留学。先在赫尔大学动物学系主任阿利斯特·哈代教授指导下，从事北海浮游生物生态研究。1939年欧洲战争爆发后转学于剑桥大学、北威尔士大学。1942年又转入阿伯丁大学，1944年获哲学博士学位，并留校任助教。1946年任牛津大学动物学系主任阿利斯特·哈代教授的研究助理。1947年秋回国。历任厦门大学海洋学系、生物学系教授，海洋学系主任（1949年，1951年－1952年），厦门大学学术会委员会副主任。1963年后兼任中国科学院华东分院华东海洋研究所副所长、中国科学院海洋研究所研究员等职。1980年获评为首批博士生导师。1987年，郑重和夫人顾学民在厦门大学设立了“重学奖学金”。1993年8月22日21时02分在厦门逝世。

## 社会兼职
- 中国海洋学会理事
- 中国海洋湖沼学会常务理事、名誉理事
- 中国甲壳动物学会理事长、名誉理事长
- 福建海洋学会与海洋湖沼学会理事长、顾问
- 福建省水产学会副理事长、名誉理事长
- 中国桡足类学会会员

## 荣誉
- 全国优秀教师（1989年）
- 福建省优秀教育世家（1992年）

## 出版物
- 《浮游生物》（1957年）
- 《浮游生物学概论》（1964年）
- 《中国海洋浮游桡足类》（1965年）
- 《海洋浮游生物学》（合著，1984年）
- 《海洋浮游生物生态学文集》（1987年）

## 家庭
- 夫人：顾学民（1914年7月－1987年6月），江苏吴县人，无机化学家，厦门大学教授。
- 儿子：郑兰荪（1954年10月22日－），无机化学家，厦门大学教授。2001年当选为中国科学院院士。